# Moses Kibet Kangogo
Moses Kibet Kangogo (* 10. November 1979) ist ein ehemaliger kenianischer Marathonläufer.
2008 gewann er den Hangzhou-Marathon, und 2009 wurde er Siebter beim Prag-Marathon.
2010 siegte er beim Limassol-Marathon in 2:13:29 h. Beim Dublin-Marathon verbesserte er sich am 25. Oktober 2010 um viereinhalb Minuten und stellte mit 2:08:58 h einen Streckenrekord auf.
Hinter Francis Kibiwott Larabal wurde er 2012 Dritter im Nagano-Marathon.